# Martin Spahn
Pour les articles homonymes, voir Spahn.
Martin Spahn (né le 7 mars 1875 à Marienbourg en province de Prusse; décédé le 12 mai 1945 à Seewalchen am Attersee en Haute-Autriche) était un historien et un politicien allemand. Pendant la république de Weimar, il passa des catholiques réformateurs au parti catholique de droite des Nationaux-Conservateurs. Son nom fut connu en 1901 par ce qu'on a appelé l'« Affaire Spahn ».

## Biographie
Martin Spahn, fils aîné de Peter Spahn qui devait devenir le chef du groupe parlementaire du Zentrum, fit ses études d'histoire à Bonn, puis à Berlin auprès du protestant Max Lenz et à Innsbruck auprès de l'ultramontain Ludwig Pastor. Il passa sa licence à l'âge de 21 ans et un doctorat d'État deux ans plus tard avec une thèse sur Jean Cochlaeus. En 1901 il devint professeur sans chaire d'histoire à l'université de Bonn et reçut à l'automne de la même année un appel pour l'université de Strasbourg. La nomination d'un enseignant de 26 ans, catholique qui plus est, était à cette époque quelque chose d'inaccoutumé. Son entrée en fonction comme professeur titulaire d'histoire contemporaine déclencha ce qu'on a appelé l'Affaire Spahn et une discussion publique qui dura des mois. En 1920 il reçut une chaire de professeur d'histoire contemporaine à l'Université de Cologne récemment fondée, mais, après son élection au Reichstag en 1924, il n'y fit plus ses cours.

## Activité politique
Spahn siégea de 1908 jusqu'à 1918 au conseil municipal de Strasbourg, à partir de 1912 avec le Zentrum. De 1910 jusqu'à 1912 il était député au Reichstag pour ce parti confessionnellement marqué. Spahn appartenait aux catholiques réformateurs qui, après la fin du Kulturkampf, souhaitaient le ralliement des catholiques à l'empire, pourtant marqué par le protestantisme, dans les domaines scientifiques et culturels ; sur cela il s'opposait aux ultramontains. Dans cette optique Spahn publia une série d'articles dans la revue culturelle catholique Hochland. En 1921 il passa au DNVP auquel il appartint comme député au Reichstag de 1924 à 1933. Après la prise de pouvoir par Hitler, il adhéra le 9 juin 1933 au Parti national-socialiste pour lequel il siégea au Reichstag jusqu'à la fin de la guerre. Son changement d'opinion pendant la république de Weimar avait déjà marqué son passage au catholicisme de droite.
Vers la fin des années 1930, Spahn prit la direction de l’Institut d'aménagement du territoire de Cologne, think tank nazi spécialisé dans la Westforschung, discipline orientée sur l'étude économique, sociale et culturelle de la Suisse, du Luxembourg et des Pays-Bas au sens large (Flandres, Nord de la France, Pays-Bas proprement dits) en vue de leur rattachement au Reich allemand dans le cadre de la politique de peuplement (Volkstumspolitik).

## «Affaire Spahn»
Cette affaire fut le point culminant de la lutte menée alors contre l'ultramontanisme universitaire et qui concernait les rapports entre l'État et l'Église ainsi que les rapports entre l'État souverain et la science autonome. Quand le gouvernement impérial de Berlin créa une deuxième chaire d'histoire à l'Université de Strasbourg et voulut y nommer le catholique Martin Spahn, il souleva une tempête d'indignation dans le camp libéral-protestant. Theodor Mommsen lança une campagne dans des articles de presse parce qu'il y voyait un danger pour la liberté de la science. La nomination de Spahn par un télégramme de l'empereur Guillaume II fut abondamment commentée dans la presse. L'« Affaire Spahn » déclencha des débats qui durèrent plusieurs mois sur l'indépendance absolue de la recherche, et il s'y ajouta des considérations politiques et confessionnelles.
En novembre 1901 l'historien berlinois Mommsen avait donné un avis défavorable dans les Münchner Neuesten Nachrichten : un savant catholique comme Spahn ne pouvait pas répondre aux exigences d'une science parfaitement indépendante, puisqu'il était lié confessionnellement. Cette déclaration fut relayée surtout par l'économiste munichois Lujo Brentano qui mit en route une campagne de tous les professeurs libéraux protestants contre nomination de Spahn. La prise de position de Mommsen en faveur d'une science parfaitement indépendante fit sensation. De presque toutes les universités allemandes il reçut des lettres d'approbation. Pour Brentano et pour Mommsen, il s'agissait d'abord de préserver le statu quo : la prédominance protestante dans les universités allemandes. Du côté catholique réformateur Georg Hertling, qui appartenait au Zentrum, réagit également par un article de presse : selon lui c'était un postulat illusoire que de croire qu'une science parfaitement indépendante pouvait être gênée par l'appartenance sociale d'un savant. Désormais, selon lui, il n'existait aucune opposition entre foi et connaissance, entre révélation divine et recherche scientifique. Il attaquait ainsi contre Mommsen le reproche implicite de non-crédibilité des savants catholiques.
Cependant, derrière la nomination de Spahn se cachaient aussi des motifs politiques du gouvernement impérial de Berlin: il voulait créer à l'université de Strasbourg une faculté de théologie catholique afin de placer sous son contrôle la formation des théologiens catholiques, jusque-là effectuée par le séminaire épiscopal. Selon Friedrich Althoff, responsable de l'affaire au ministère de l'Éducation et de la Culture de Prusse, il fallait amadouer le Vatican dont on quêtait l’approbation, et pour cela la nomination de professeurs catholiques à l'université de Strasbourg était nécessaire. Spahn était un catholique modéré et par là le candidat idéal pour le nouveau poste. Par ailleurs Althoff justifiait cette nomination d'un catholique, avec l'exigence d'une participation paritaire des catholiques dans l'enseignement supérieur. Avec une population catholique à 80 % en Alsace, on ne pouvait guère admettre que parmi les 20 professeurs titulaires d'une chaire à la faculté de philosophie il n'y eût aucun catholique. Cependant l'université de Strasbourg se sentait ignorée par ce procédé où Berlin décidait unilatéralement de tout et elle essaya, mais sans succès, d'empêcher la nomination de Spahn.
Cette « Affaire Spahn » fut encore quelques mois un sujet de discussion, mais les intentions réelles de Mommsen et de Brentano se révélèrent vite : représentants du corps des professeurs libéraux, ils souhaitaient que le statu quo fût préservé et que les catholiques ne fussent pas des sujets allemands à part entière. Le gouvernement impérial visait au contraire à intégrer les catholiques allemands, afin bien sûr de les contrôler plus facilement. En cela ils s'entendaient avec le catholicisme réformateur de Hertling qui souhaitait que la religion acceptât les acquis de la science pour favoriser l'intégration des catholiques.

## Note
- En 1914, il fut un des signataires du Manifeste des 93.